# Harry’s Bar

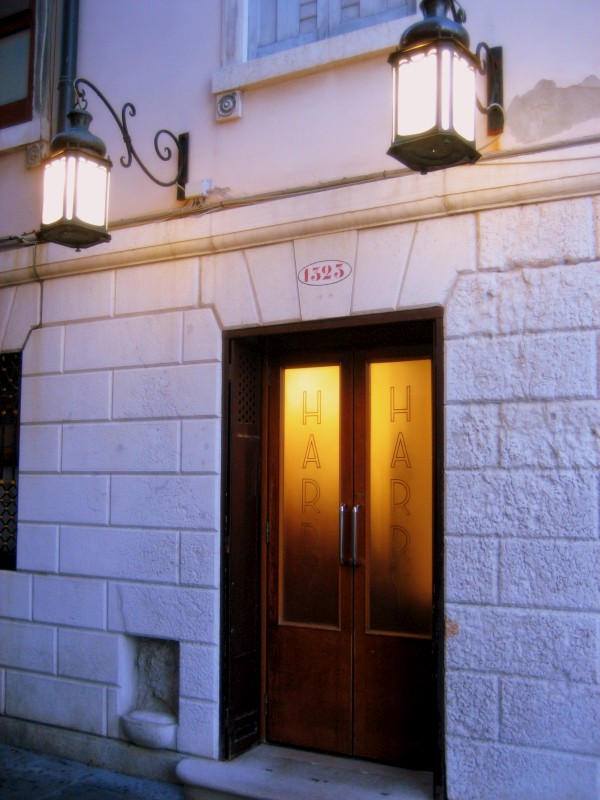
Eingang zu Harry’s Bar

Harry’s Bar ist eine Bar in Venedig. Sie liegt westlich vom Markusplatz in der Calle Vallaresso 1323.
Harry’s Bar wurde am 31. Mai 1931 von dem Italiener Giuseppe Arrigo Cipriani und seinem US-amerikanischen Freund und Geldgeber Harry Pickering eröffnet, der auch Namensgeber war. 
Schon bald wurde die Bar für viele kleine Speisen berühmt, zum Beispiel für ihre Huhn-Sandwiches. Vor allem bekannt sein dürfte der „Bellini“, ein Cocktail aus trockenem Prosecco und Pfirsichmark. Der Name geht zurück auf den Maler Giovanni Bellini. Das „Carpaccio“ hat Cipriani nach dem berühmten Renaissancemaler Vittore Carpaccio benannt. Der Legende nach erfand er es für seine Stammkundin Contessa Amalia Nani Mocenigo, die strenge Diät einhalten musste und keine gekochten Speisen essen durfte.
In den 1950er Jahren wurde die Bar vom internationalen Jetset entdeckt und von literarischen und filmischen Größen berühmt gemacht. Nicht nur Orson Welles oder Truman Capote tranken hier ihre Drinks und waren Stammkunden, Ernest Hemingway verewigte die Bar sogar in seinem Roman Über den Fluss und in die Wälder.
Heute wird die Bar von Arrigo Cipriani, dem  Sohn des Gründers, geführt.